# Carl-Erik Holmberg
Carl-Erik Holmberg (17 de julho de 1906 - 5 de junho de 1991) foi um futebolista sueco. Ele competiu na Copa do Mundo FIFA de 1934, sediada na Itália.
Foi três vezes artilheiro da Allsvenskan pelo Örgryte IS.